# おぼろづき (曲)
「おぼろづき」は、スターダストレビュー55枚目のシングル。2015年5月27日に発売された。

## 収録曲
全曲 作曲：根本要
1. おぼろづき
作詞：根本要
編曲：添田啓二
BSジャパン開局15周年特別企画『松本清張ミステリー時代劇』主題歌
2. どうして〜ピアノ独唱〜
作詞：根本要/山田ひろし
ピアノアレンジ：添田啓二
3. 君のすべてが悲しい〜ピアノ独唱〜
作詞：田口俊
ピアノアレンジ：添田啓二
4. おぼろづき（Back Track）